# Philip Bosco
Philip Michael Bosco (Jersey City, 26 september 1930 – Haworth (New Jersey), 3 december 2018) was een Amerikaans acteur.

## Biografie
Bosco was een zoon van een kermismedewerker en een politieagente, en doorliep de high school aan de Saint Peter's Prep School en slaagde in 1948. Hierna ging hij studeren aan de Katholieke Universiteit van Amerika in Washington D.C. en slaagde in 1957. Na zijn studententijd ging hij in het leger en diende van 1951 tot en met 1953.
Bosco begon met acteren in het theater, hier heeft hij diverse Tony Awards gewonnen. In 1960 voor zijn rol in het stuk The Rape of the Belt, in 1984 voor zijn rol in Heartbreak House, in 1987 voor zijn rol in You Never Can Tell en in 1996 voor zijn rol in Moon Over Buffalo. Hiernaast is hij ook meerdere keren genomineerd voor een Tony Award. Verder heeft hij nog gespeeld in bekende toneelvoorstellingen zoals Cyrano de Bergerac, King Lear, Twelfth Night en Man and Superman.
Bosco begon in 1953 met acteren voor televisie de televisieserie You Are There. Hierna heeft hij nog meerdere rollen gespeeld in televisieseries en films zoals Trading Places (1983), The Money Pit (1986), Three Men and a Baby (1987), Working Girl (1988), It Takes Two (1995), Law & Order (1990-1999), Wonder Boys (2000), After Amy (2001), Hitch (2005), Law & Order: Special Victims Unit (2002-2006) en Damages (2007-2009).
Bosco was op 2 januari 1957 getrouwd en heeft hieruit zeven kinderen. Bosco overleed op 88-jarige leeftijd en werd begraven aan de Brookside Cemetery in Englewood.

## Prijzen
- 2007 Gotham Awards in de categorie "Beste Cast in een TV-Film" met de film The Savages – genomineerd.
- 1996 National Board of Review of Motion Pictures in de categorie "Beste Cast in een TV-Film" met de film The First Wives Club – gewonnen.
- 1988 Daytime Emmy Awards in de categorie "Uitstekende Acteur in een Kinder Programma" met de televisieserie ABC Afterschool Specials – gewonnen.

## Filmografie

### Films
Selectie:
- 2007 The Savages – als Lenny Savage
- 2005 Hitch – als Mr. O'Brien
- 2001 Kate & Leopold – als Otis
- 2001 After Amy – als Dr. Ed Walden
- 2000 Shaft – als Walter Wade Sr.
- 2000 Wonder Boys – als vader van Emily
- 1997 Critical Care – als Dr. Hofstader
- 1997 Deconstructing Harry – als professor Clark
- 1997 My Best Friend's Wedding – als Walter Wallace
- 1996 The First Wives Club – als ome Carmine Morelli
- 1995 It Takes Two – als Vincenzo
- 1994 Nobody's Fool – als rechter Flatt
- 1994 Milk Money – als Jerry the Pope
- 1994 Against the Wall – als Oswald
- 1991 F/X2 – als Ray Silak
- 1990 Quick Change – als buschauffeur
- 1990 Blue Steel – als Frank Turner
- 1988 Working Girl – als Oren Trask
- 1988 Internal Affairs – als John Wycoff
- 1988 Another Woman – als Sam
- 1987 Three Men and a Baby – als Melkowitz
- 1986 Children of a Lesser God – als Dr. Curtis Franklin
- 1986 The Money Pit – als Curley
- 1984 The Pope of Greenwich Village – als vader van Paulie
- 1983 Trading Places – als dokter
- 1968 A Lovely Way to Die – als Fuller

### Televisieseries
Uitgezonderd eenmalige gastrollen.
- 2007 – 2009 Damages – als Hollis Nye – 11 afl.
- 2004 – 2006 Law & Order: Special Victims Unit – als rechter Joseph P. Terhune – 5 afl.
- 2001 – 2004 Ed – als Alan Stevens – 2 afl.
- 2003 Freedom: A History of Us – als diverse stemmen – 7 afl.
- 1997 Liberty! The American Revolution – als Benjamin Franklin – 5 afl.
- 1993 – 1994 Law & Order – als Gordon Schell – 2 afl.
- 1993 Tribeca – als Harry Arsharsky – 7 afl.
- 1990 – 1991 The American Experience – als verteller – 2 afl.
- 1990 The Civil War – als Horace Greeley – 9 afl.
- 1965 For the People – als Willard – 2 afl.